# Morgan Hebard
Morgan Hebard, född 23 februari 1887 i Cleveland, Ohio, död 28 december 1946, var en amerikansk entomolog som var specialiserad på hopprätvingar. Hans samling består av över 250 000 prover.
Auktorsnamnet Hebard, M. kan användas för Morgan Hebard i samband med ett vetenskapligt namn inom zoologin; se Wikipedia-artiklar som länkar till auktorsnamnet.